# Брат (Француска)
Брат (фр. Bratte) насеље је и општина у североисточној Француској у региону Лорена, у департману Мерт и Мозел која припада префектури Нанси.
По подацима из 2011. године у општини је живело 38 становника, а густина насељености је износила 11,59 становника/km². Општина се простире на површини од 3,28 km². Налази се на средњој надморској висини од 330 метара (максималној 405 m, а минималној 260 m).

## Демографија
| 1962. | 1968. | 1975. | 1982. | 1990. | 1999. | 2011. |
| ----- | ----- | ----- | ----- | ----- | ----- | ----- |
| 2     | 17    | 16    | 30    | 42    | 42    | 38    |

График промене броја становника у току последњих година